# Ravecchia

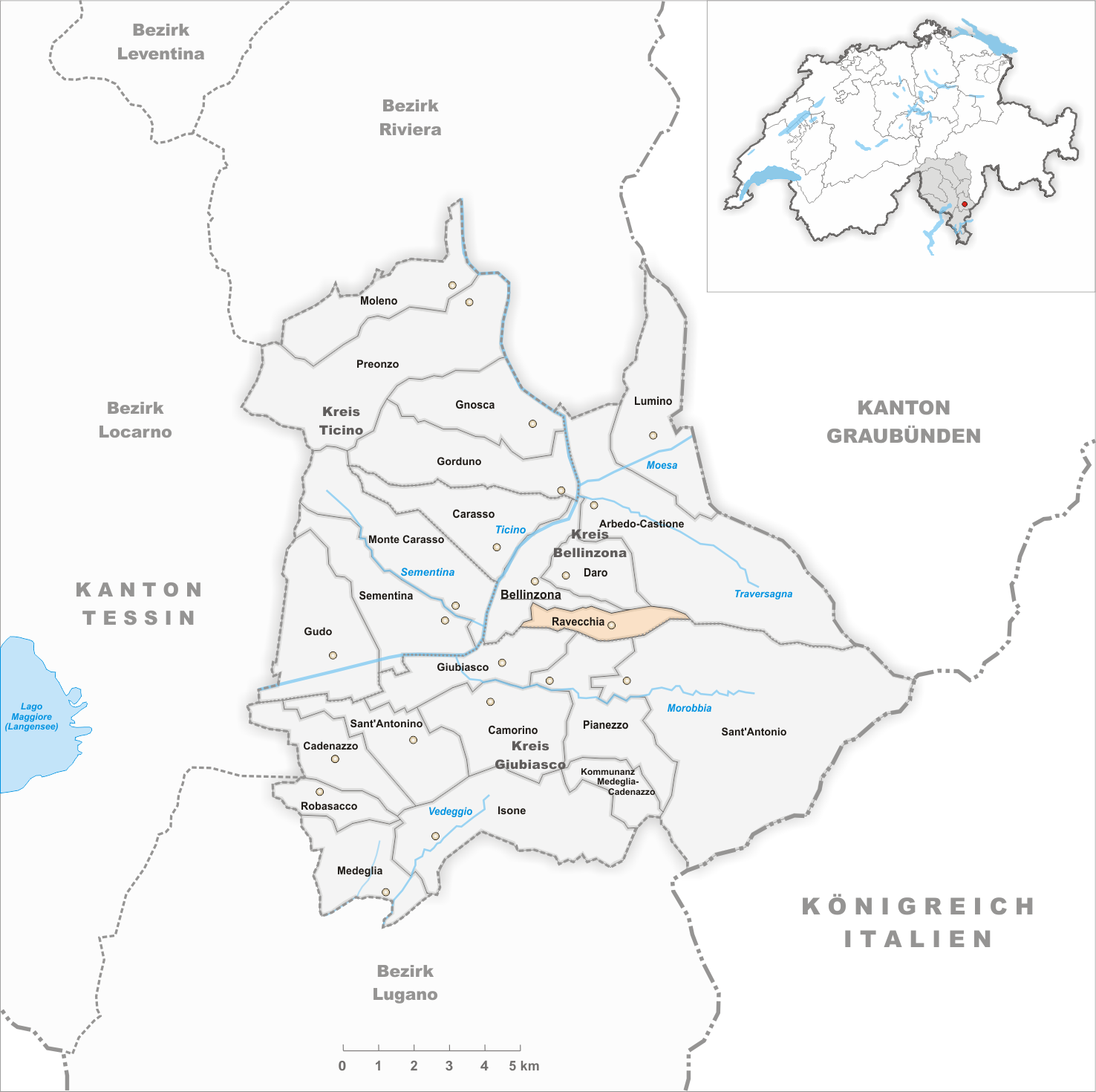
Gemeindestand vor der Fusion am 1. Januar 1907

Ravecchia war eine selbstständige politische Gemeinde im Kanton Tessin, im Bezirk Bellinzona in der Schweiz.

## Geographie
Die ehemalige Gemeinde liegt auf 270 m ü. M., 2 km südlich vom Bahnhof Bellinzona.

## Geschichte
Nach einer Urkunde von 1252 besass das Kloster Disentis in der Nähe der Kirche San Biagio Besitzungen und ein Hospiz, das 1244 und noch 1339 erwähnt wird. Die heutige Kirche San Biagio geht auf das 13. Jahrhundert zurück (1237 erwähnt); sie steht auf den Fundamenten von zwei altern Kirchen, von denen die eine sehr wahrscheinlich vor dem Jahre 1000 an der Stelle eines heidnischen Tempels stand. Die heutige Kirche wurde im 16. und 17. Jahrhundert umgebaut; bei der Restauration 1913–1915 kamen zahlreiche Fresken aus dem 14. und 16. Jahrhundert zum Vorschein. Bellinzona zahlte bis gegen 1570 der Kirche San Biagio eine Steuer; 1583 und 1626 wird San Biagio noch als Urpfarrei der Pieve Bellinzona bezeichnet. 1583 erfolgte die Erhebung zur Unterpfarrei. Ravecchia wurde 1920 kirchlich von Bellinzona getrennt und zu einer selbständigen Kirchgemeinde.  Die 1583 genannte, 1731 vergrösserte Kapelle der Madonna della Neve war ursprünglich mit einer Einsiedelei verbunden. Eine San Gerolamo-Kapelle findet 1568 Erwähnung.
Der die Kranken von Bellinzona und Umgebung aufnehmende Spital zu Johannes dem Täufer (Giovanni Battista) wurde von Giovanni Ruscone aus Bironico 1444 den Augustinern geschenkt.
Am 1. Januar 1907 fusionierte Ravecchia zusammen mit Carasso und Daro zur Gemeinde Bellinzona. Ravecchia bildet aber nach wie vor eine eigenständige Bürgergemeinde.

## Bevölkerung
Einwohnerzahlen: Volkszählungsdaten

## Sehenswürdigkeiten
- Die dreischiffige Dorfkirche San Biagio ist ein spätgotischer Bau, der noch Elemente des romanischen Vorgängerbaus inkorporiert und bedeutende Fresken aus dem 14./15. Jahrhundert enthält.[4][5]

## Sport
- Associazione Calcio Ravecchia[6]